# Liste der Monuments historiques in Douzy
Die Liste der Monuments historiques in Douzy führt die Monuments historiques in der französischen Gemeinde Douzy auf.

## Liste der Objekte
| Bezeichnung                        | Beschreibung                                                                           | Standort                            | Kennzeichnung | Schutzstatus | Datum | Bild |
| ---------------------------------- | -------------------------------------------------------------------------------------- | ----------------------------------- | ------------- | ------------ | ----- | ---- |
| Kanzel                             | Holz, bemalt, 18. Jahrhundert                                                          | Mairy, in der Kirche St-Rémi (Lage) | PM08001272    | Inscrit      | 1993  |      |
| Armreliquiar des heiligen Hippolyt | Holz, Silber, 13. Jahrhundert; im Departementsarchiv in Charleville-Mézières deponiert | Mairy, in der Kirche St-Rémi (Lage) | PM08000303    | Classé       | 1898  |      |
| Linker Seitenaltar                 | Altar mit Skulptur des heiligen Hippolyt; Stein, Marmor, 1z. Jahrhundert               | Mairy, in der Kirche St-Rémi (Lage) | PM08000304    | Classé       | 1933  |      |